# Pyszniańska Przełęcz
Pyszniańska Przełęcz (słow. Pyšné sedlo, niem. 'Kamenistasattel, węg. Kamenista-hágó) – znajdująca się na wysokości 1787 m n.p.m. (według wcześniejszych pomiarów – 1788 m) przełęcz w grani głównej Tatr, pomiędzy Kamienistą (2127 m) i Błyszczem (2158 m) w Tatrach Zachodnich.

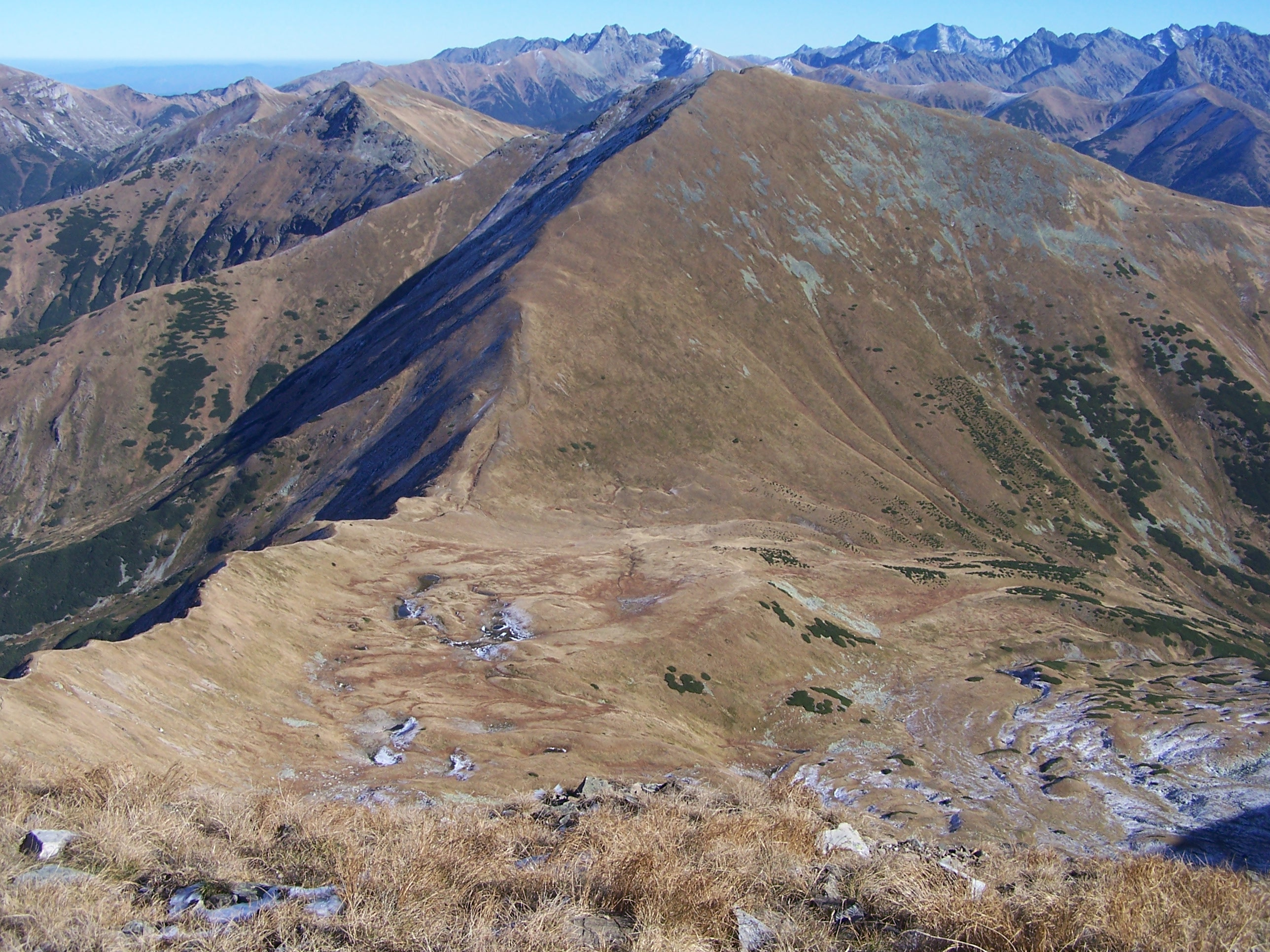
Widok na Pyszniańską Przełęcz z Błyszcza

Na początku XX w. nazywana była także Kamienistą Przełęczą. Przez szczyty te i przełęcz biegnie granica polsko-słowacka. Po południowej, słowackiej stronie przełęczy zbocza opadają do Doliny Kamienistej, a po północnej, polskiej do Doliny Pyszniańskiej (górna część Doliny Kościeliskiej). Przełęcz, podobnie jak sąsiednie szczyty, zbudowana jest ze skał krystalicznych – gnejsów i granitów. W siodle przełęczy znajduje się ok. 10 okresowych, płytkich stawków. Od dawna była jednym z ważniejszych przejść łączących Podhale z Liptowem. Pisał o niej już Matej Bel w 1736 r. W czasie II wojny światowej używana była m.in. przez kurierów tatrzańskich. Ich przygody opisał Stanisław Zieliński w książce W stronę Pysznej. W rejonie przełęczy znajduje się jedno z czterech tylko w całych polskich Tatrach i w Polsce stanowisko rzadkiego gatunku arktyczno-alpejskiej rośliny – krzewiastej wierzby oszczepowatej.
Dawniej prowadziła z Doliny Kościeliskiej na Pyszniańską Przełęcz dość uczęszczana ścieżka. Po utworzeniu w rejonie całej Doliny Pyszniańskiej rezerwatu przyrody Tomanowa-Smreczyny (obecnie jest to obszar ochrony ścisłej „Pyszna, Tomanowa, Pisana”) została zamknięta dla ruchu turystycznego. Przez długi czas po II wojnie światowej Pyszniańska Przełęcz była w ogóle niedostępna od polskiej strony. Obecnie można na nią podejść dwoma szlakami turystycznymi.

## Szlaki turystyczne
– czerwony szlak biegnący główną granią od przełęczy Liliowy Karb przez Liliowe Turnie, Banistą Przełęcz i Błyszcz na Pyszniańską Przełęcz. Czas przejścia: 40 min, ↑ 50 min
  – niebieski szlak od strony słowackiej z miejscowości Podbańska przez Dolinę Kamienistą. Czas przejścia: 3:45 h, ↓ 2:45 h
Oba te szlaki są dostępne dla turystów tylko w okresie od 15 czerwca do 31 października.